# (200358) 2000 OO37
(200358) 2000 OO37 es un asteroide perteneciente al cinturón de asteroides descubierto el 30 de julio de 2000 por el equipo del Lincoln Near-Earth Asteroid Research desde el Laboratorio Lincoln, Socorro, Nuevo México, Estados Unidos.

## Designación y nombre
Designado provisionalmente como 2000 OO37.

## Características orbitales
2000 OO37 está situado a una distancia media del Sol de 2,410 ua, pudiendo alejarse hasta 3,047 ua y acercarse hasta 1,773 ua. Su excentricidad es 0,264 y la inclinación orbital 9,156 grados. Emplea 1367,06 días en completar una órbita alrededor del Sol.

## Características físicas
La magnitud absoluta de 2000 OO37 es 15,7. Tiene 4,219 km de diámetro y su albedo se estima en 0,069. 